# HookDump
HookDump — кейлогер, который использовался как система контроля действий пользователя, так и в качестве программы шпиона. Пик популярности пришелся на конец 1990-х годов.

## Описание
Помимо сбора всех данных об активности клавиатуры и мыши, сохранял названия использовавшихся пользователем программ, окон и полей форм. Благодаря функции context logging, сохранял данные полей паролей, использовавшихся активными программами, например скрытый и не набираемый пользователем пароль в утилите для Dial-Up Networking. У программы была функция автозагрузки при старте операционной системы. После запуска процесс HookDump не отображался в диспетчере задач Windows. Размер программы составлял 21760 байт.

## Оценки
В обзоре подобных HookDump программ еженедельник «Компьютерра» от 1999 года назвал её лучшей программой в своём классе.

## Платформы использования
- Windows 3.x
- Windows 95/98

## В публикациях
В книге В. А. Вуль "Электронные издания" (2003), в главе 8 приведены примера использования HookDump для сбора статистики использования интерфейсов.